# Csillik Margit
Csillik Margit (Budapest, 1914. november 11. – Budapest, 2007. október 21.) magyar olimpikon tornász, edző, mesteredző.

## Pályafutása
A Testnevelési Főiskola SE (TFSE), majd a Postás SE sportolajaként indult versenyein.
A Postás SE színében az 1941. évi egyéni női tornászbajnoka.
Az 1936. évi nyári olimpiai játékokon torna, összetett csapat versenyszámban (Csillik Margit, Kalocsai Margit, Madary Ilona, Mészáros Gabriella, Nagy Margit (Sándorné), Tóth Judit (Gamauf Gyuláné), Törös Olga, Voit Eszter) a 3. helyen végzett.

## Szakmai sikerek
A Magyar Torna Szövetség nevében a Magyar Tornasport Halhatatlanjainak Klubja 2008-ban posztumuszdíjat kapott.